# Scarpe grosse
Scarpe grosse è un film italiano del 1940 diretto da Dino Falconi.

## Trama
Un contadino eredita dal padre naturale un enorme possedimento di terre selvagge e abbandonate. Con il duro lavoro, senza tener conto delle rimostranze del fratello del defunto, rende la landa desolata una campagna ricca e opulenta. Sposerà la figlia del suo nemico.

## Produzione
Girato negli stabilimenti SAFA-Palatino di Roma. Il film venne ispirato a Dino Falconi dal film ungherese "Bors Istvan" presentato alla Mostra di Venezia nel 1939 e basato sulla commedia di Sandor Hunyadi.

## Contributi tecnici
- Camillo Del Signore: arredamenti
- Carlo Malatesta: aiuto regia
- Emanuele Weiss e Mario Amari: fonici
- Alberto Paoletti: direzione orchestrale
- Gino Rovesti: Consulente agricolo

## Critica
Filippo Sacchi sul Corriere della Sera del 30 novembre 1940: «Un piacevole e grazioso film. Solo, nella seconda parte i soggettisti hanno avuto il torto per me di calcare un tono declamatorio e moraleggiante, bellissimo in altra sede, ma qui sproporzionato all'occasione tipicamente comico-sentimentale del soggetto. [...] A ogni modo il complesso è francamente divertente. Dino Falconi ha diretto con gusto, con brio e con sicurezza. [...] Amedeo Nazzari è lepidissimo nella prima metà del personaggio, sinché dura il suo stadio di acclimatazione alla ricchezza, poi scavalca di colpo le sfumature: tuttavia il tipo è teatralmente riuscito».